# Foho Ilat-Laun
Der Foho Ilat-Laun (kurz: Ilat-Laun, auch Foho Ilatlaun) ist ein osttimoresischer Berg im Verwaltungsamt Bobonaro (Gemeinde Bobonaro). Er hat eine Höhe von 1061 m und liegt im Osten des Sucos Ilat-Laun, nahe der Grenze zu den Sucos Atu-Aben und Soileco. Der Berg bildet damit das Zentrum der Region Marobo. Südlich liegt der Foho Atubuti (854 m).
Zwischen den Gipfeln befindet ich das Dorf Talite. Südwestlich liegt das Dorf Atuegas, westlich der Ort Ulaga, nordwestlich das Dorf Tunero und südwestlich das Dorf Talitereman.

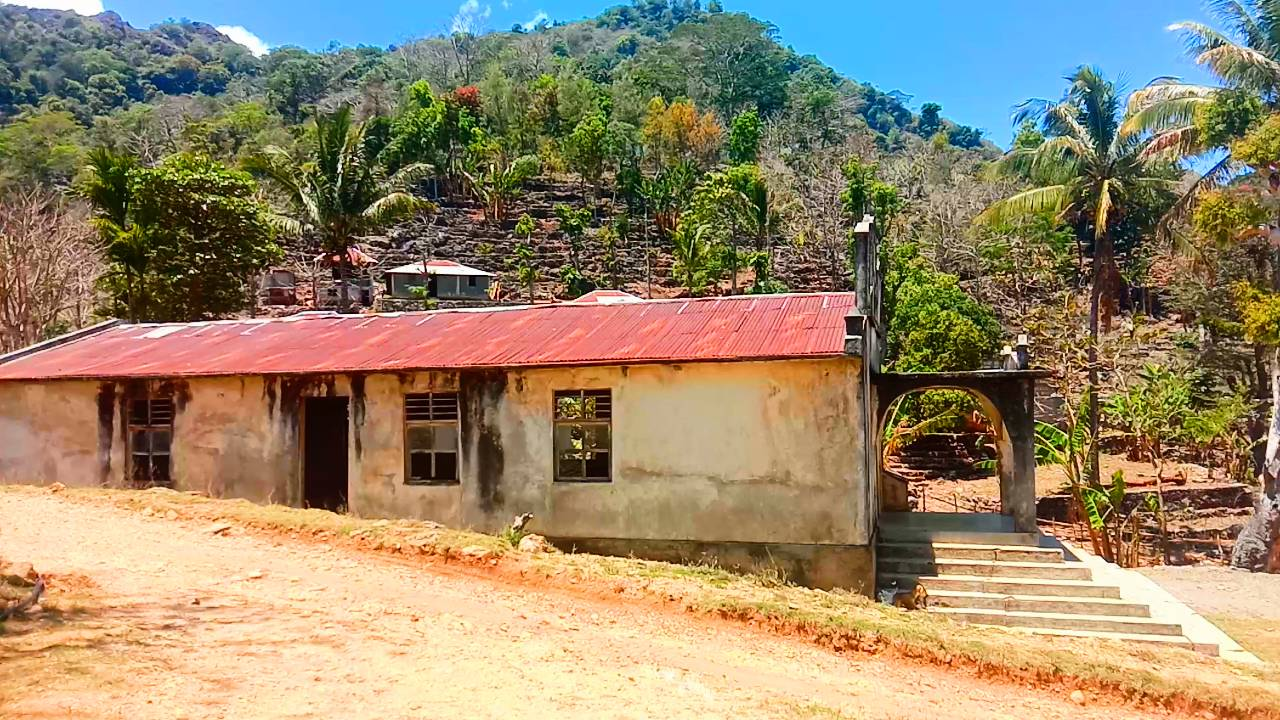
Die Kapelle von Tunero, mit dem Foho Ilat-Laun im Hintergrund
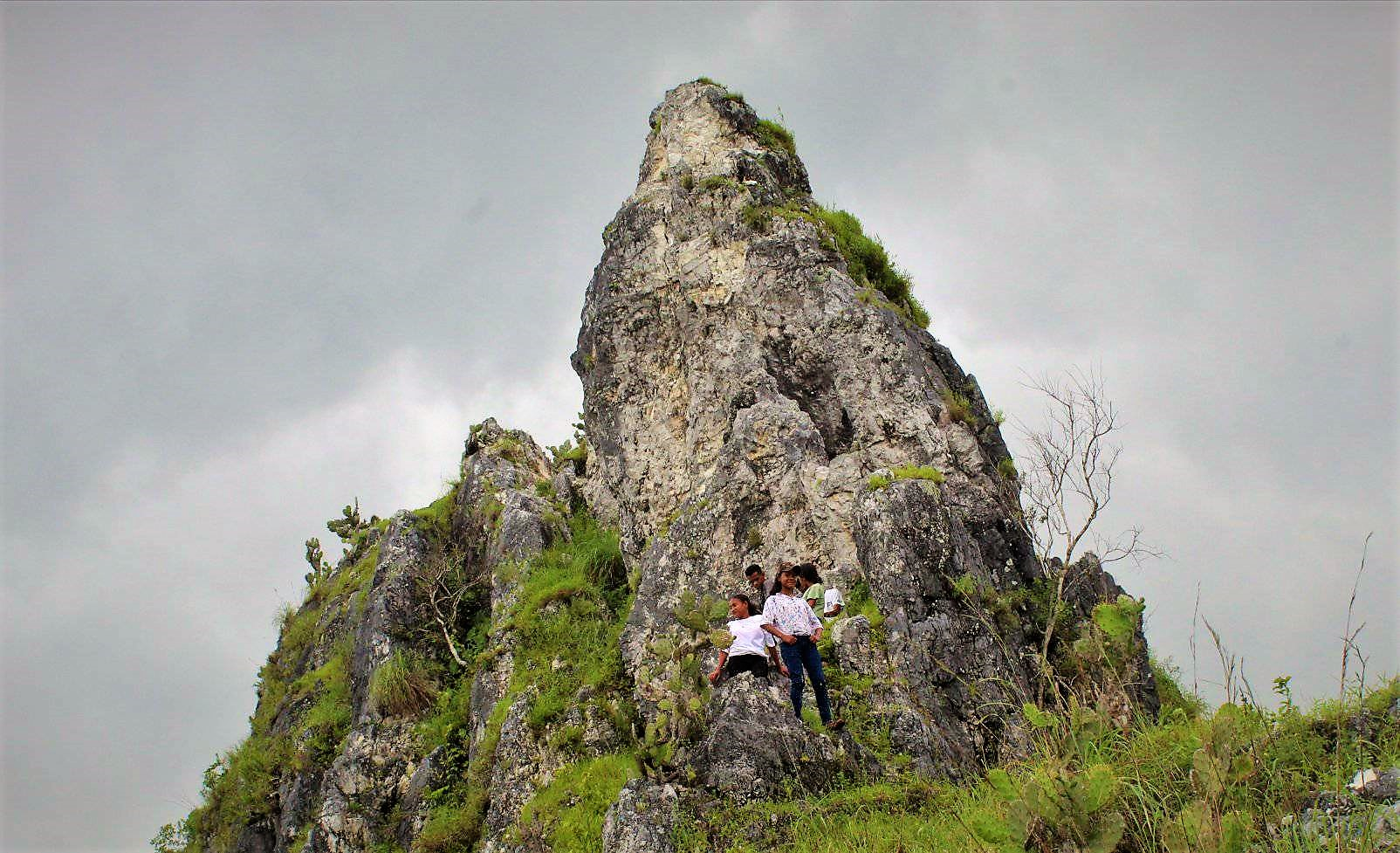
Der Gipfel